# 美国国防部部长办公室
美国国防部部长办公室（英語：Office of the Secretary of Defense）是美国国防部长直属的军政机构，是美国国防部负责军事训练、国防计划、物资管理、会计以及政策评价等的主要部门。
美国国防部部长办公室包括国防部长和国防部副部长的直属办公室，以及负责研究和工程的国防部副部长；负责采办和维持的国防部副部长；负责政策的国防部副部长；负责会计的国防部副部长；负责人事和筹备的国防部副部长；以及负责情报的国防部副部长。所有职位都是由美国总统任命，经美国参议院的确认。
美国国防部部长办公室其他职位包括国防部长助理、总法律顾问、作战测试和评估主任、行政和管理主任以及为协助国防部长而设立的其他参谋部。

## 下辖机构
- 美国国防部长、美国国防部副部长
  - 直接向国防部长和副部长汇报的特别官员
    - 国防部执行部长
    - 国防部总顾问
    - 国防部长情报监督助理
    - 国防部长公共事务助理
    - 中央情报官
    - 国防部长授权跨职能团队的高级指定官员

  - 直接向国防部长和副部长汇报的助理部长
    - 负责立法事务的助理国防部长

  - 副部长
    - 国防部副部长（主计长）
    - 负责采办和可持续性的国防部副部长
      - 负责能源、设施和环境的助理国防部长
      - 负责可持续性的助理国防部长

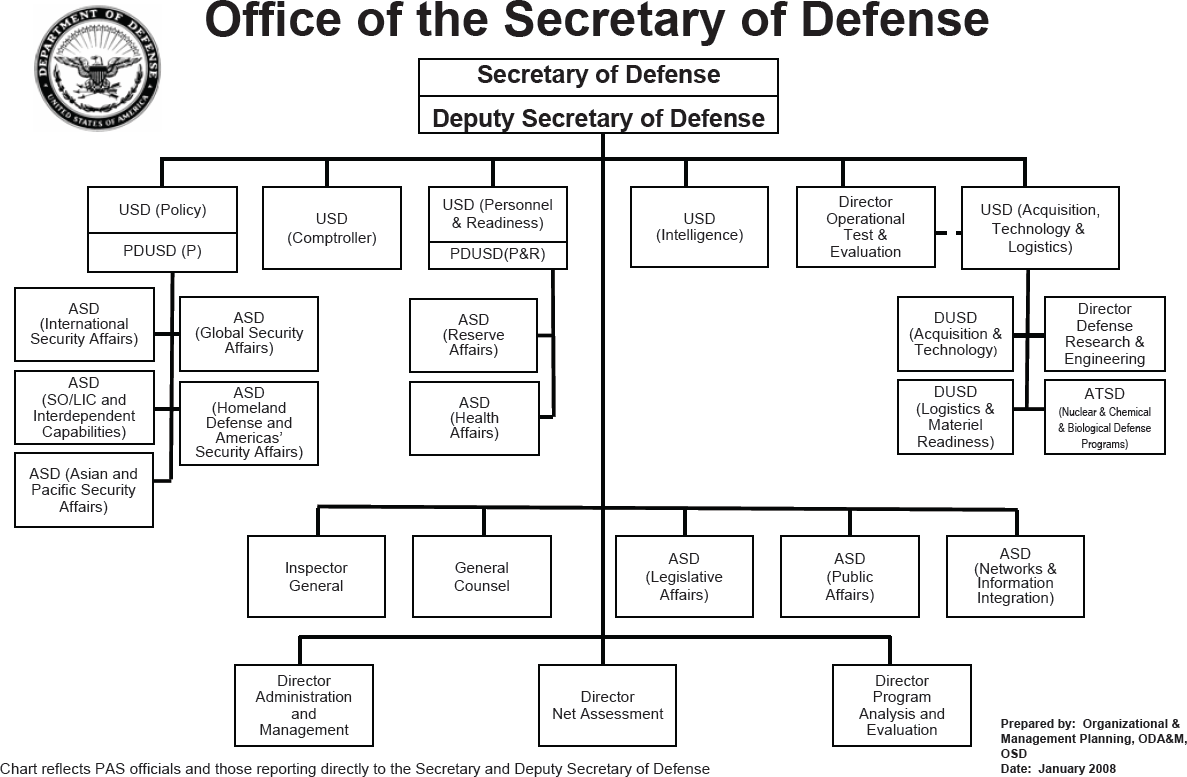
2008年美国国防部部长办公室各部门机构

      - 负责核、化学和生物防御计划的助理国防部长

    - 负责情报的国防部副部长
    - 负责人事与战备的国防部副部长
      - 负责卫生事务的助理国防部长
      - 负责人力和预备役事务的助理国防部长

    - 负责政策的国防部副部长
      - 印度—太平洋安全事务助理国防部长
      - 负责全球战略事务的助理国防部长
      - 负责国土防御和美洲安全事务的助理国防部长
      - 负责国际安全事务的助理国防部长
      - 负责特殊行动和低强度冲突的助理国防部长

    - 负责研究和工程的国防部副部长

  - 主任
    - 行政和管理主任
    - 成本评估和项目评估主任
    - 家庭政策主任
    - 部队转型办公室主任
    - 理论评估办公室主任
    - 反腐败政策和监督办公室主任
    - 运行测试和评估主任
    - 小事务项目主任

### 已撤销职位
- 负责网络和信息集成的助理国防部长
- 国防部战俘/失踪人员办公室主任